# Грязевые трещины

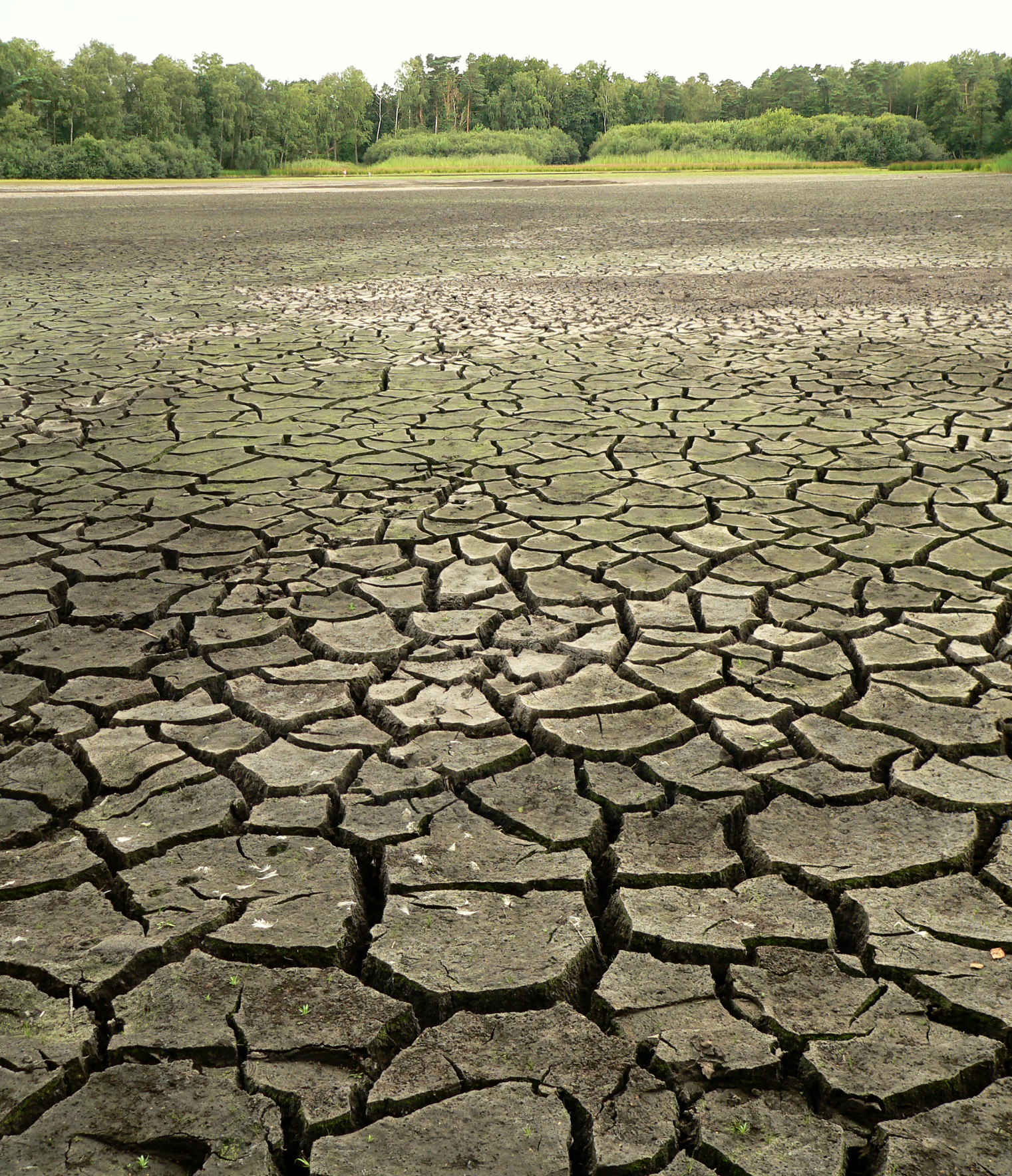
Сухие трещины в высохшем озере

Грязевые трещины (или трещины высыхания или усыхания) — структура поверхности, которая образуется при высыхании и, вследствие этого, сжатии илистых отложений. Подобное растрескивание происходит и в глинистых почвах в результате уменьшения содержания воды.

## Формирование

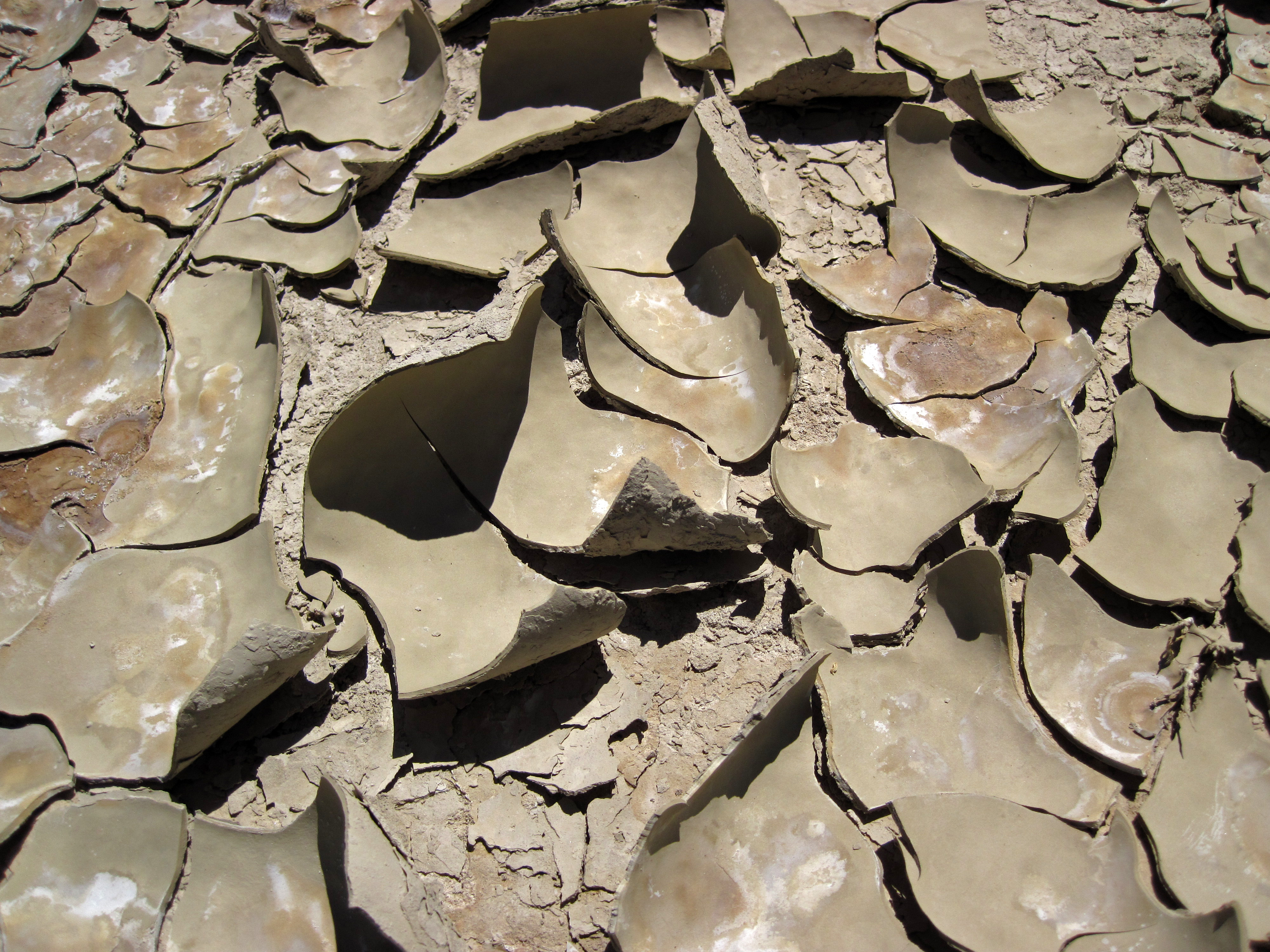
Изгибы грязевых сегментов (долина Блэк-Рок-Крик, к северу от Блэк-Рока, Лейцит-Хиллз, Вайоминг, США)

Грязевые трещины начинают формироваться, когда влажные илистые отложения высыхают и сжимаются. Растягивающие напряжения возникают на поверхности отложений и сразу под ними, потому что потеря объёма там наибольшая, в то время как материал ниже высыхает и сжимается медленнее. Когда эта деформация превышает критическое значение, на поверхности осадка развиваются трещины напряжения. Эти изначально изолированные трещины становятся все больше и длиннее и соединяются, образуя полигональную сеть. Вследствие неоднородности высыхания по глубине осадка вышележащие слои быстрее теряют воду, сильнее сжимаются и дополнительно отрываются от нижележащей поверхности и края самого верхнего слоя отдельных уже изолированных сегментов такой полигональной сети начинает скручиваться вверх. Эту характеристику можно использовать в геологии, чтобы понять первоначальную ориентацию горной породы. Трещины впоследствии могут быть заполнены осадком.
Усадочные трещины развиваются и в мёрзлых грунтах. Усадочные трещины («базальтовые колонны») образуются в застывающих потоках лавы, а также в магматических дайках и силлах. Однако усадочные трещины в магматических породах являются результатом не потери воды, а объёмной усадки, вызванной охлаждением (см. коэффициент теплового расширения).
Эксперименты на промышленно обработанной глине, богатой монтмориллонитом, в лабораторных условиях показали, что геометрия трещин при высыхании зависит от количества раз высыхания субстрата. В то время как прямоугольная структура трещин при сушке развивалась в течение одного цикла сушки, шестиугольная геометрия с трещинами, ориентированными примерно под углом 120° друг к другу, развивалась в течение нескольких циклов сушки и последующего повторного смачивания.

### Трещины синерезиса
Трещины синерезиса выглядят очень похоже, но образуются в результате подводной усадки илистых отложений из-за разной солёности или разных химических условий воды в отложениях и в толще воды, а не воздействием воздуха и высыханием. Они отличаются от трещин усыхания тем, что обычно не представляют собой сплошную сеть, прерывистые, синусоидально извилистые, трёхлопастные или веретенообразные.

### В технике
Полигональные сети трещин, похожие на сухие трещины, могут образовываться в искусственно созданных материалах, таких как керамическая глазурь (кракелюр), цветные плёнки, при нарушениях технологии изготовления бетона. Образование сухих трещин в меньших масштабах также можно наблюдать при изучении технологически тонких плёнок, которые наносятся с помощью микро- и нанотехнологий.

## Морфология и классификация
Сухие трещины обычно имеют многоугольную форму при наблюдении сверху и V-образную форму в поперечном сечении. Буква «V» открывается к верхней части слоя и сужается к нижней части.
Джон Р. Л. Аллен в 1982 году предложил схему классификации сухих трещин, основанную на их полноте, ориентации, форме и типе заполнения.

### Полнота
Полные сухие трещины — это то, что называется непрерывной полигональной сетью, когда отдельные трещины объединяются, образуя более крупную непрерывную трещину. Неполные сухие трещины не связаны друг с другом, но все же образуются в той же области или в том же месте, что и другие трещины.

### Геометрия
- Ортогональные точки пересечения могут иметь предпочтительную ориентацию или быть случайными:
  - В ориентированных ортогональных трещинах трещины, как правило, сплошные, соединяются друг с другом, образуя неправильные многоугольные формы, а часто и их ряды.
  - В случае беспорядочно ориентированных ортогональных трещин трещины являются неполными и неориентированными, так что они не соединяются и не образуют общих форм. Хотя они не образуют общих форм, они не являются идеально геометрическими[10].
- Неортогональные сухие трещины имеют геометрический рисунок.
  - В случае неполных неортогональных трещин они образуют единую трёхточечную звёздообразную форму, состоящую из трёх трещин. Они также могут образовываться с более чем тремя трещинами, но три трещины обычно считаются минимальными.
  - В случае завершённых неортогональных трещин они образуют очень геометрический узор. Узор напоминает маленькие плитки многоугольной формы с повторяющимся рисунком[6].

### Арочные высыхающие трещины
На одной из последних стадий высыхания края сухих трещин загибаются вверх. Это явление часто встречается на поверхности очень мелкого ила. Это проявляется, когда высыхание ила прогрессирует до такой степени, что верхний из тонких слоев (пластинок) ила отслаивается от нижележащих слоев. Участки верхнего слоя, изолированные друг от друга трещинами, высыхают быстрее на верхней поверхности, чем на нижней. Вот почему они также быстрее сжимаются в верхней части, что приводит к подтягиванию их краев вверх. Когда позже они смываются проточной водой, изогнутые вверх части легко отрываются, транспортируются и повторно откладываются в другом месте, залегая в мелкий песок или ил, в виде глинистых карманов.

## Условия окружающей среды и субстрата
Естественные сухие трещины образуются при достаточно сухой погоде в ранее водонасыщенных отложениях аллювиальных равнин и высохших стоячих вод. Кроме того, характер сухих трещин может указывать на то, подвергалась ли поверхность отложений воздействию прямых солнечных лучей или была затенена: быстрое высыхание под прямыми солнечными лучами приводит к образованию обширных неровных сухих трещин, в то время как более узкие и регулярные сухие трещины указывают на то, что они образовались на затенённой поверхности отложений.

## Геологические данные
Сухие трещины могут сохраняться:

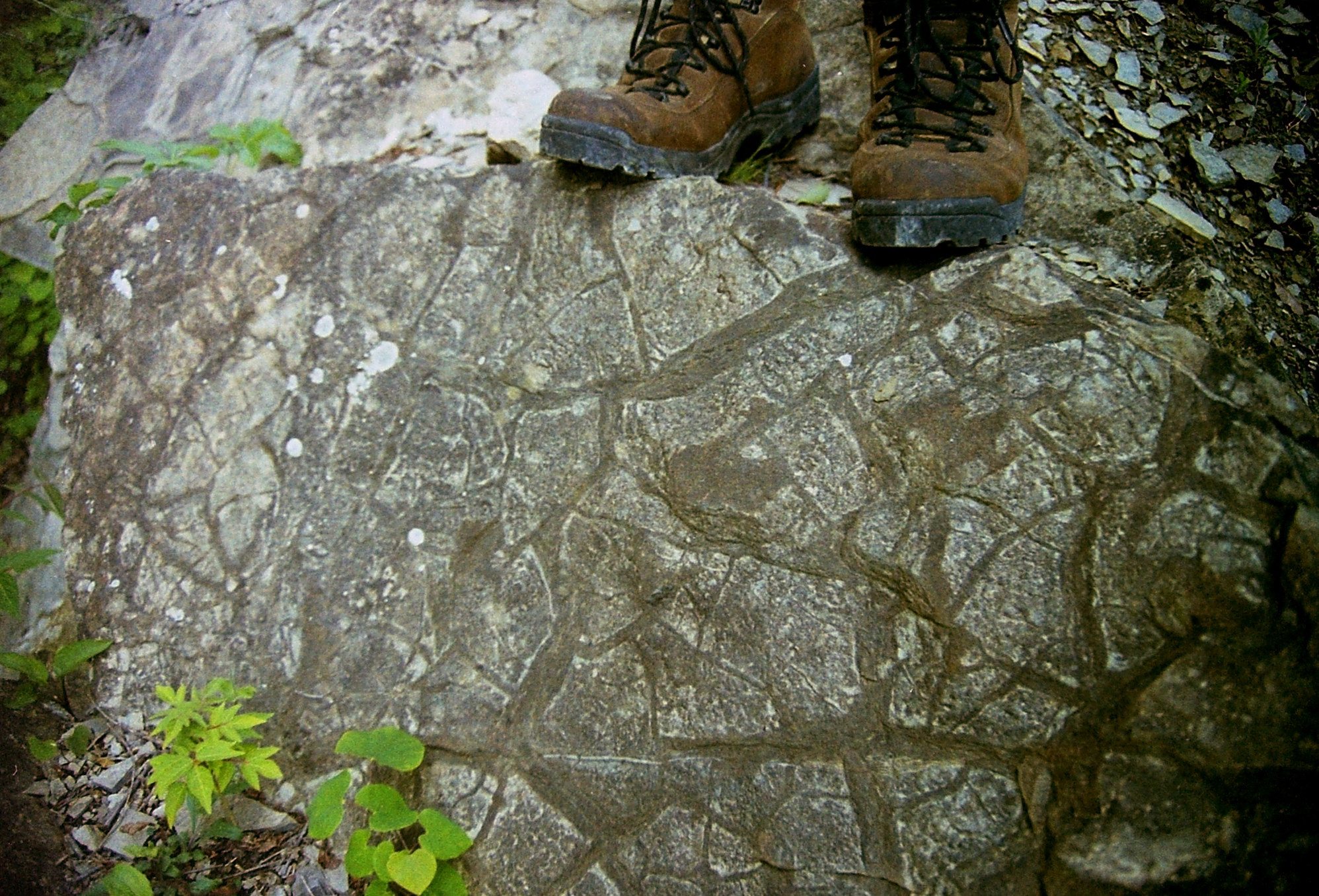
Вид старых сухих трещин

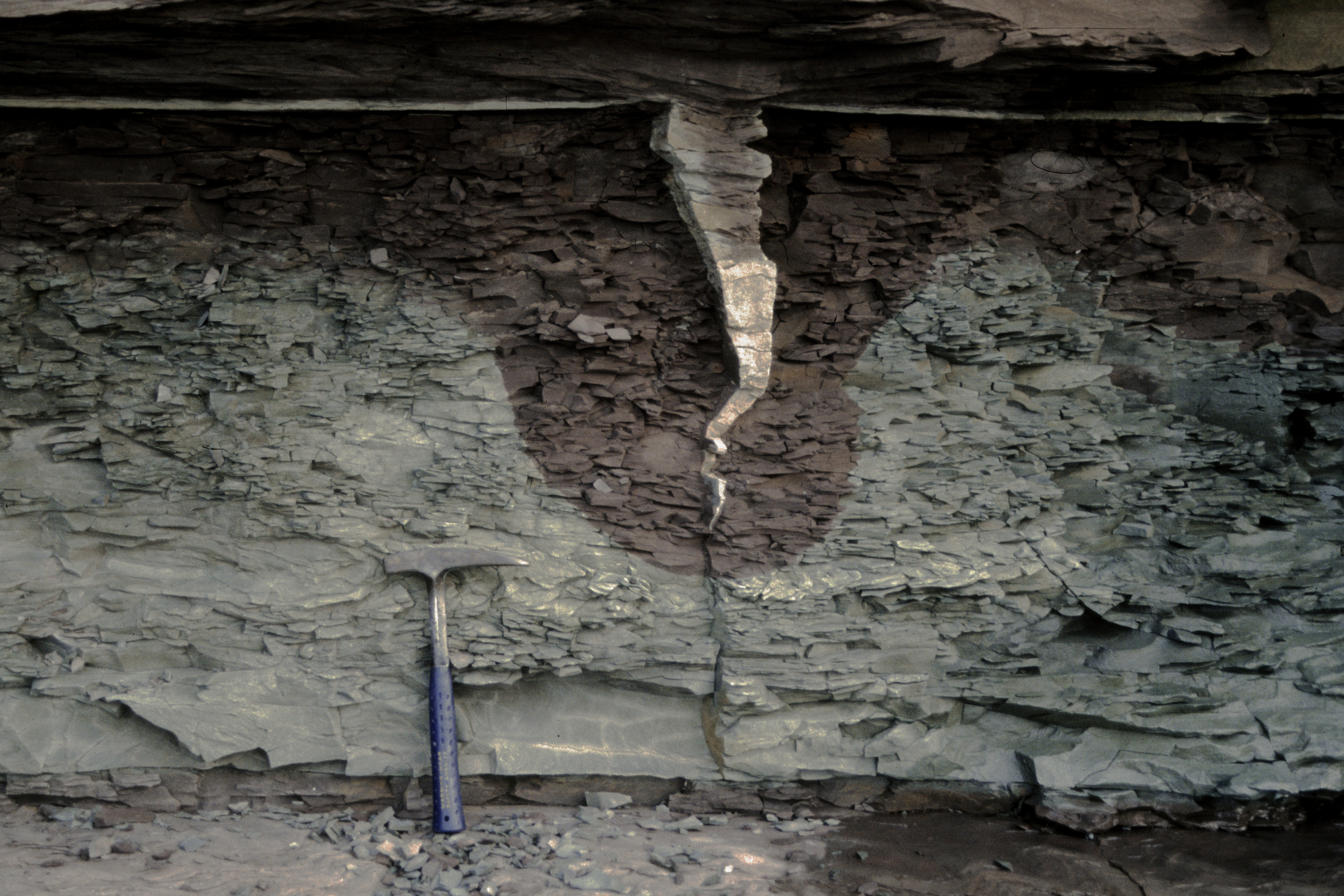
Вид в поперечном сечении старой сухой трещины

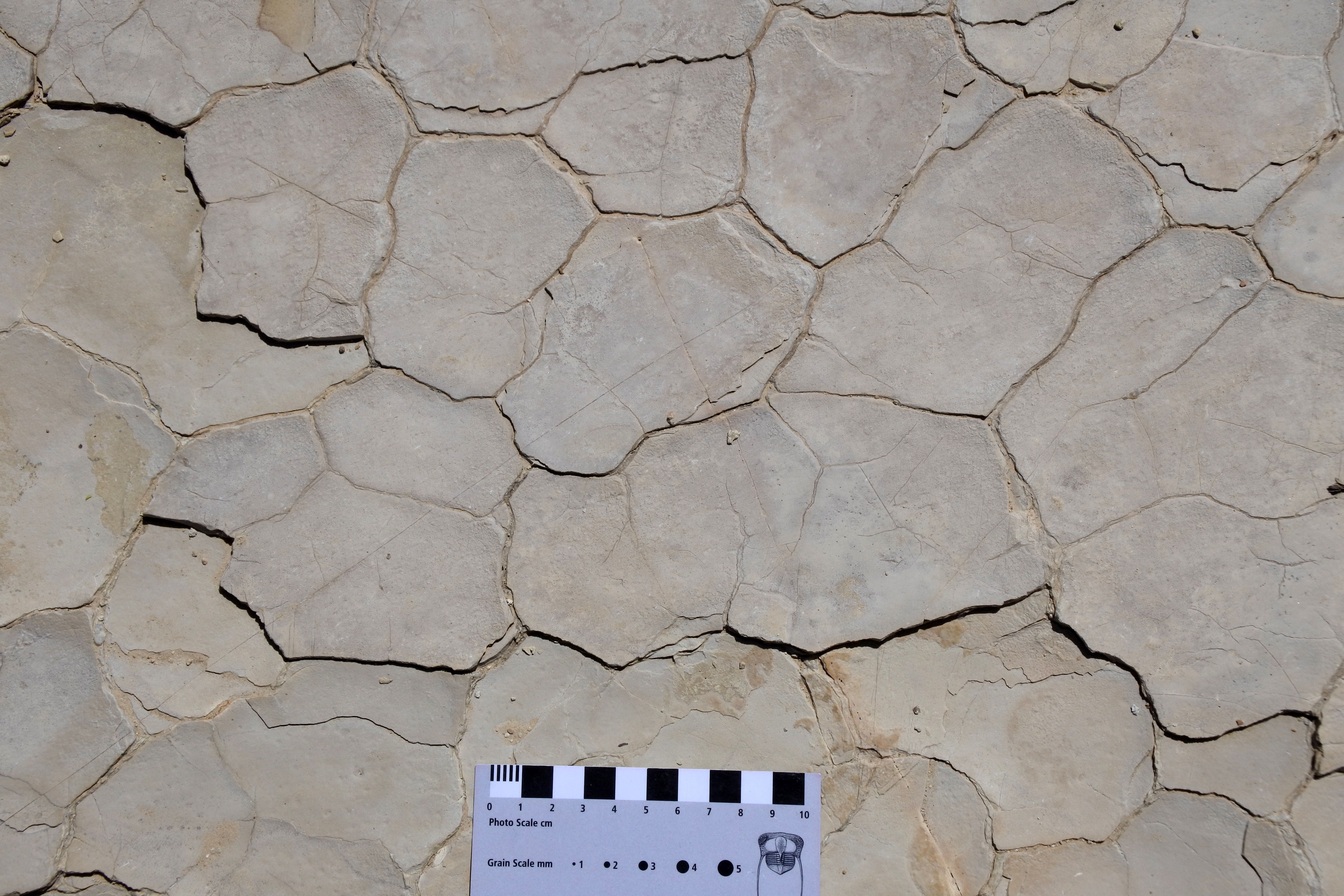
Сухие трещины в формации Кармель (средняя юра) недалеко от Ганлока, штат Юта

- в виде v-образных трещин на верхней поверхности слоя илистых отложений; здесь трещины выглядят так же, как и во время их образования;
- в виде отпечатков на основании вышележащего слоя; здесь трещины заполнены более молодым вышележащим отложением.

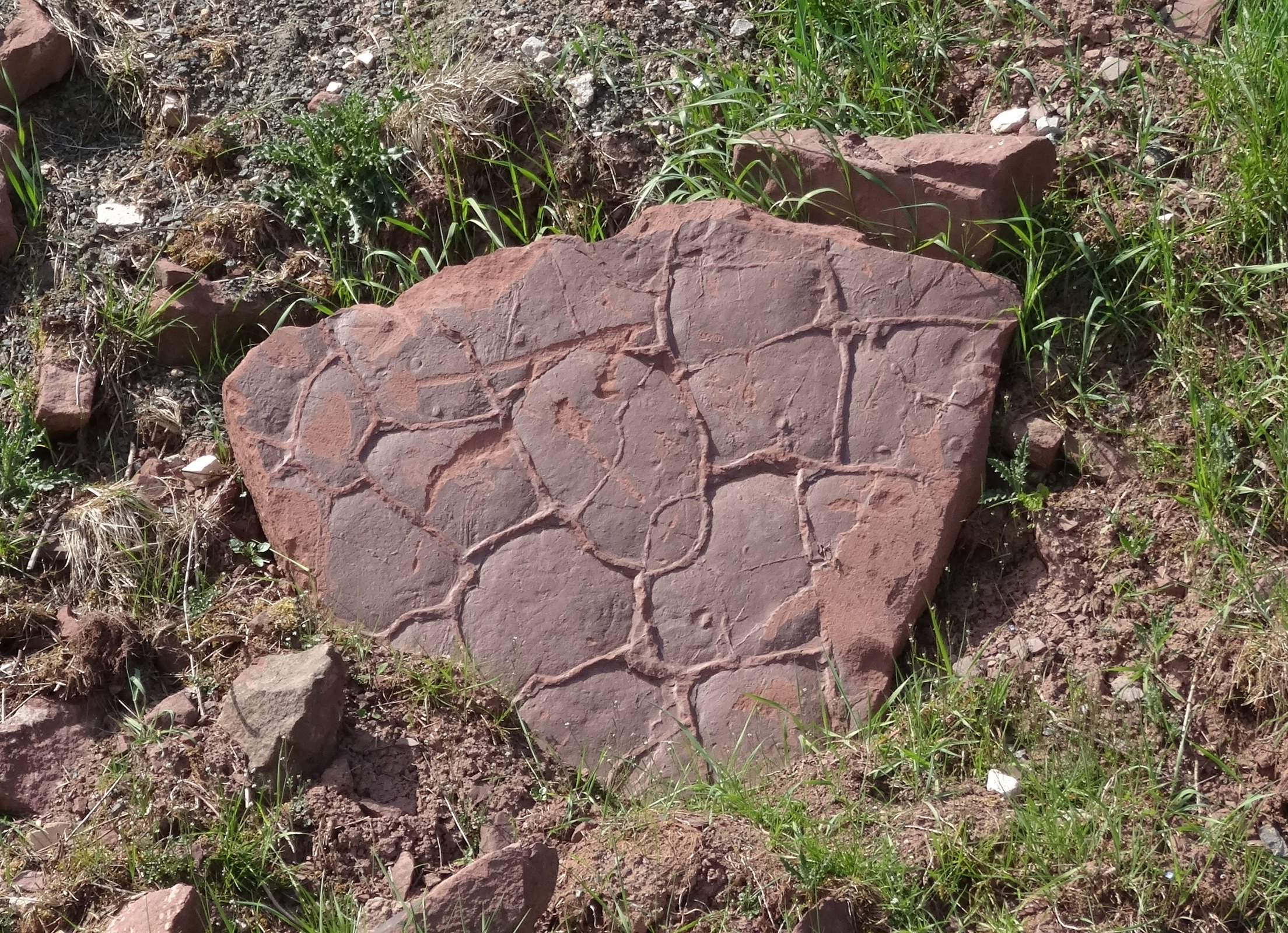
Заполнение ископаемых сухих трещин (сетчатые выступы) на нижней стороне плиты из песчаника (тамбахский песчаник, Оберротлигенд, Бромакер)

В большинстве примеров на дне породы трещины — это та часть, которая выступает больше всего. Донная консервация происходит, когда сухие трещины, которые уже образовались и полностью высохли, покрываются свежим влажным осадком. Давление и большая подвижность продвигают новый влажный осадок дальше в трещины, где он в дальнейшем высыхает и затвердевает. Потрескавшаяся порода в дальнейшем подвергается эрозии. В этих случаях исходные сухие трещины разрушаются быстрее, чем более свежий материал, заполняющий пространства. Этот тип сухого растрескивания используется геологами для определения вертикальной ориентации образцов горных пород, изменённых в результате складчатости или разлома.
Сухие трещины могут окаменеть в континентальных осадочных породах. На нижней стороне плит или уступов песчаника они встречаются в виде негативных слепков в виде сетчатых полос, иногда вместе с заполнениями следов вымерших наземных позвоночных (яркий пример: Chirotherium barthii в его типовом местонахождении в Хильдбургхаузене).

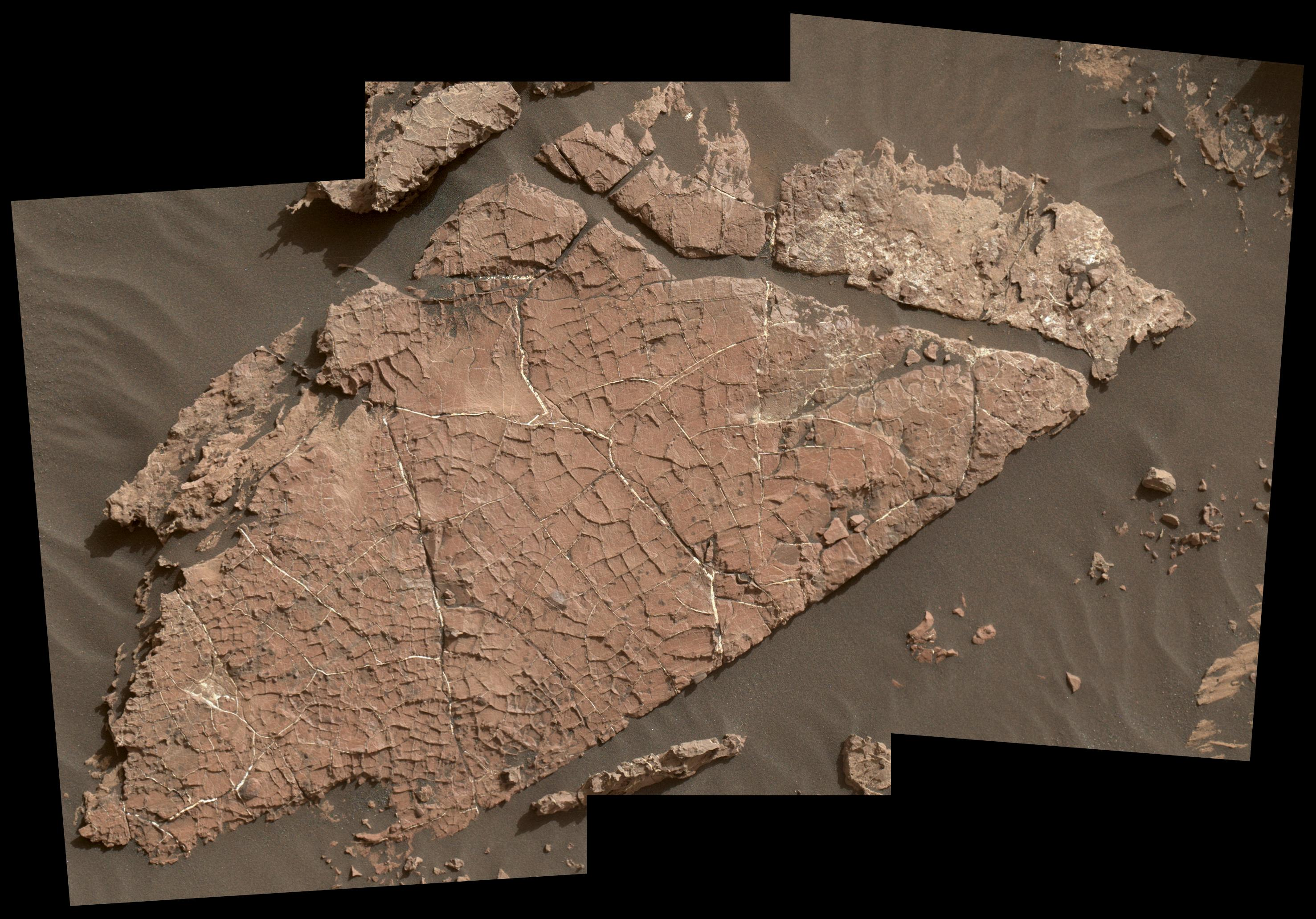
Вероятно, ископаемые сухие трещины на Марсе (кратер Гейла), ширина выреза изображения составляет около 1,2 метра

31 декабря 2016 года камера MAHLI марсохода Curiosity сделала снимок, на котором, вероятно, видна поверхность слоя сухих трещин возрастом около 3 миллиардов лет. На изображении довольно чётко виден узор из совершенных трещин с прямоугольной геометрией.